# Grlom u jagode
"Grlom u jagode", TV serija snimljena u produkciji Televizije Beograd 1975. godine koja je postigla veliku popularnost širom SFR Jugoslavije. Scenarij za seriju su napisali Srđan Karanović i Rajko Grlić, a režirao ju je Srđan Karanović.
1985. snimljen je film istog naziva, također u režiji Srđana Karanovića, koji je svojevrstan nastavak serije.
Serija oslikava život mladića Branislava Živkovića zvanog Bane Bumbar, prateći vesele i tužne događaje u njegovom životu i životu njegove obitelji i prijatelja, od njegovog polaska u srednju školu pa do završetka fakulteta. Svaka epizoda čini cjelinu za sebe i opisuje određenu godinu u razdoblju od 1960. do 1969. godine.

## Uloge
- Branko Cvejić - Branislav Živković Bane Bumbar
- Gordana Marić - Goca
- Aleksandar Berček - Slobodan Đorđević Uške
- Bogdan Diklić - Božidar Simić Boca, Čombe
- Predrag Miki Manojlović - Miki Rubiroza
- Danilo Bata Stojković - Sreten Živković, Banetov otac
- Olivera Marković - Olivera Živković, Banetova majka
- Đurđija Cvejić - Seka Štajn, Banetova polusestra
- Rahela Ferari - Elvira Novaković, Banetova baka
- Josif Tatić - Tanasije Viktorović Tale Surovi
- Jovanka Kotljajić - Susjeda
- Dobrila Stojnić - Bilja
- Svetlana Knežević - Svetlana
- Ljubomir Ćipranić - Gocin otac
- Vlasta Velisavljević - Bocin otac
- Slavka Jereinić - Bocina majka
- Drago Čumić - Kokan, istruktor vožnje
- Zlata Petković - Lepa
- Mirjana Majurec - Divna
- Rade Marković - Bogdan, Divnin otac
- Jelena Žigon - Lola, Divnina majka
- Miloš Žutić - liječnik
- Marko Nikolić - Marko
- Dušan Janićijević - Dule Tica
- Neda Arnerić - Snežana
- Stanislava Pešić, kao gost
- Dragan Zarić, kao gost
- Mile Lojpur, kao gost

## Popis epizoda
1. Stav o glavi
2. Život piše romane
3. Put u Rio
4. Okretne igre
5. One stvari
6. Spoljni izgled (Vanjski izgled)
7. Nervoza srca
8. Časovi vožnje (Satovi vožnje)
9. Glava ili pismo
10. Dim iz dimnjaka